# Gruve 5

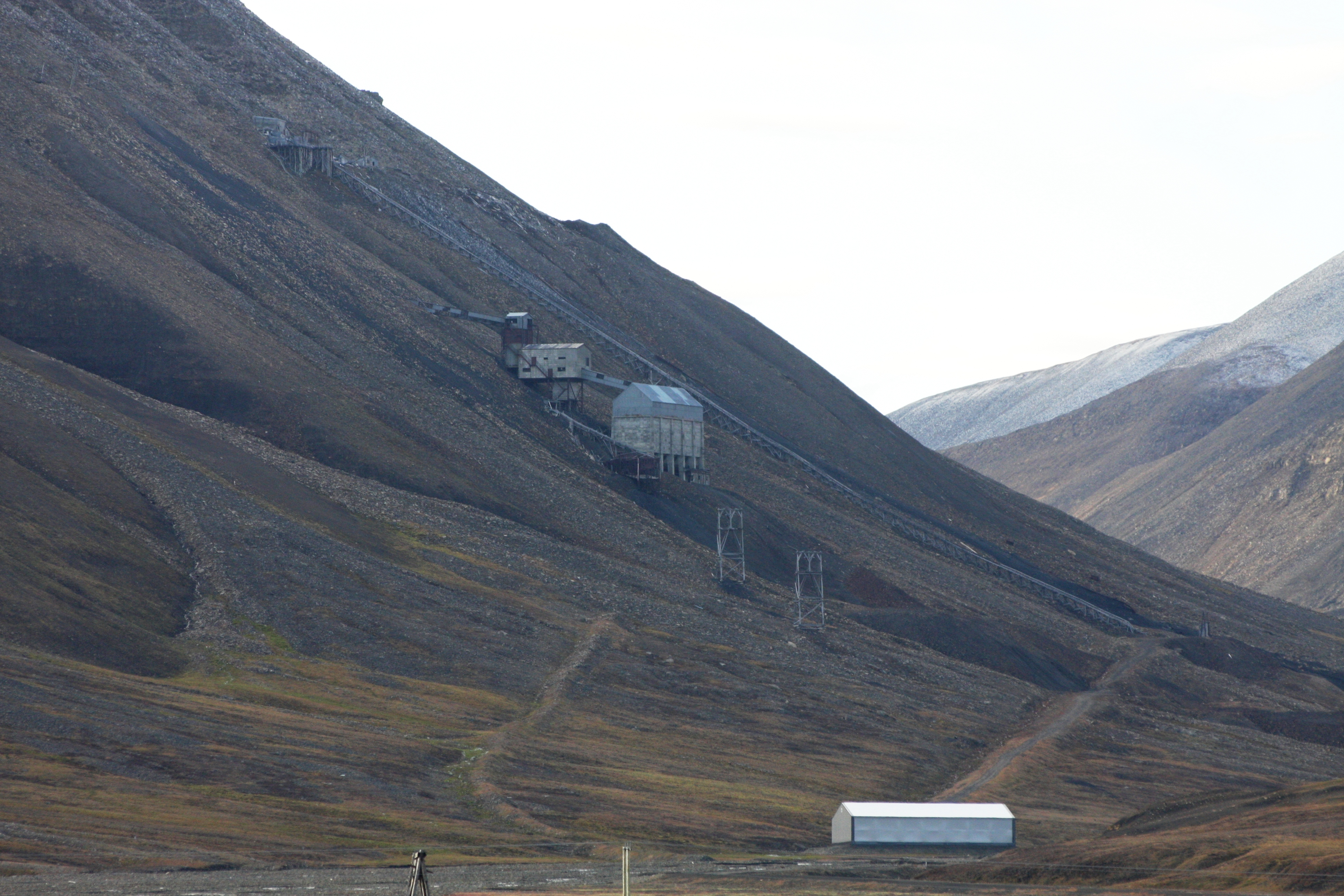
Gruve 5, in mot övre delen av Endalen

Gruve 5, eller Kong Olavs gruve, var en kolgruva utanför Longyearbyen i Svalbard. Gruvan ligger på 260 meters höjd i berget Bayfjelinosa och var den första Longyearbyengruvan som låg utanför Longyeardalen. Den låg i Endalen, ett stycke in från Adventdalen, omkring 10 kilometer från Longyearbyen. Tillredningen började 1956, och driften pågick 1959–1972. 
Förberedelsearbetena innefattade vägbyggnad och framdragning av kraftledning och telefonledning. Vägen från utlastningskajen till gruvans öppning var färdig att tas i bruk hösten 1957, och samma år började tillredningen. Linbanan till gruvan färdigställdes sommaren 1958. Flötsen är 70–80 centimeter tjock. Brytningen skedde enligt en metod med retirerande brytning, innebärande att det från huvudorten vinkelrätt drevs två orter med 300–400 meter emellan, så kallade tvärslag. Tvärslagen förbands med en ort som var parallell med huvudorten, varifrån man i brytningen arbetade sig "retirerande" tillbaka mot huvudorten.
Kolet lastades ut på en linbana som drogs ned via en vinkelstation, där den sammankopplades med linbanan från Gruve 6, 7,5 kilometer till en silo. Den drevs med en hastighet 2,5 meter per sekund och hade en kapacitet på 125 ton om dagen. Avstånden mellan hinkarna skulle vara 48,5 meter, och detta justerades vid varje station. 

## Fotogalleri

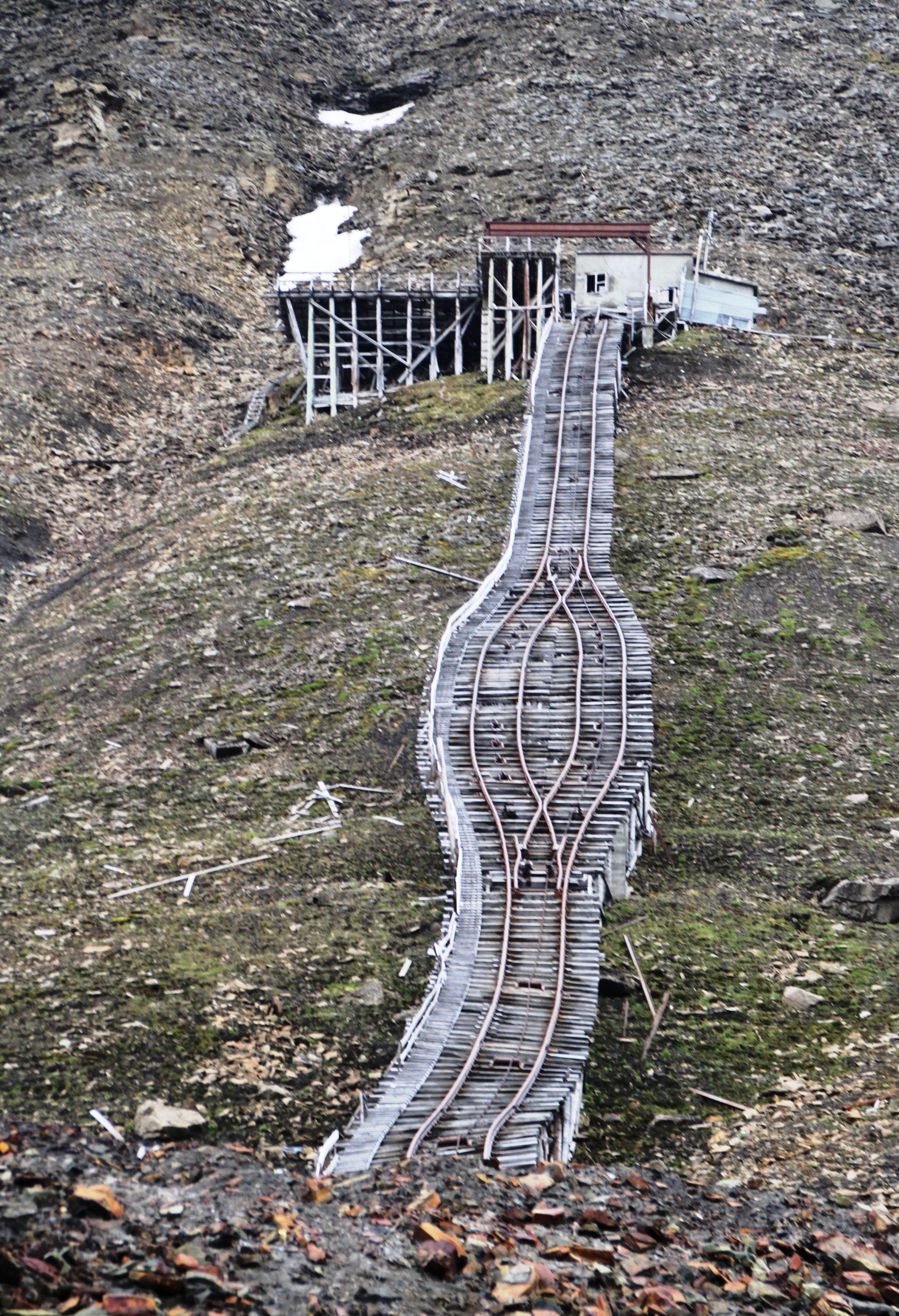
Rälsbana från gruvinslaget och daganläggningen
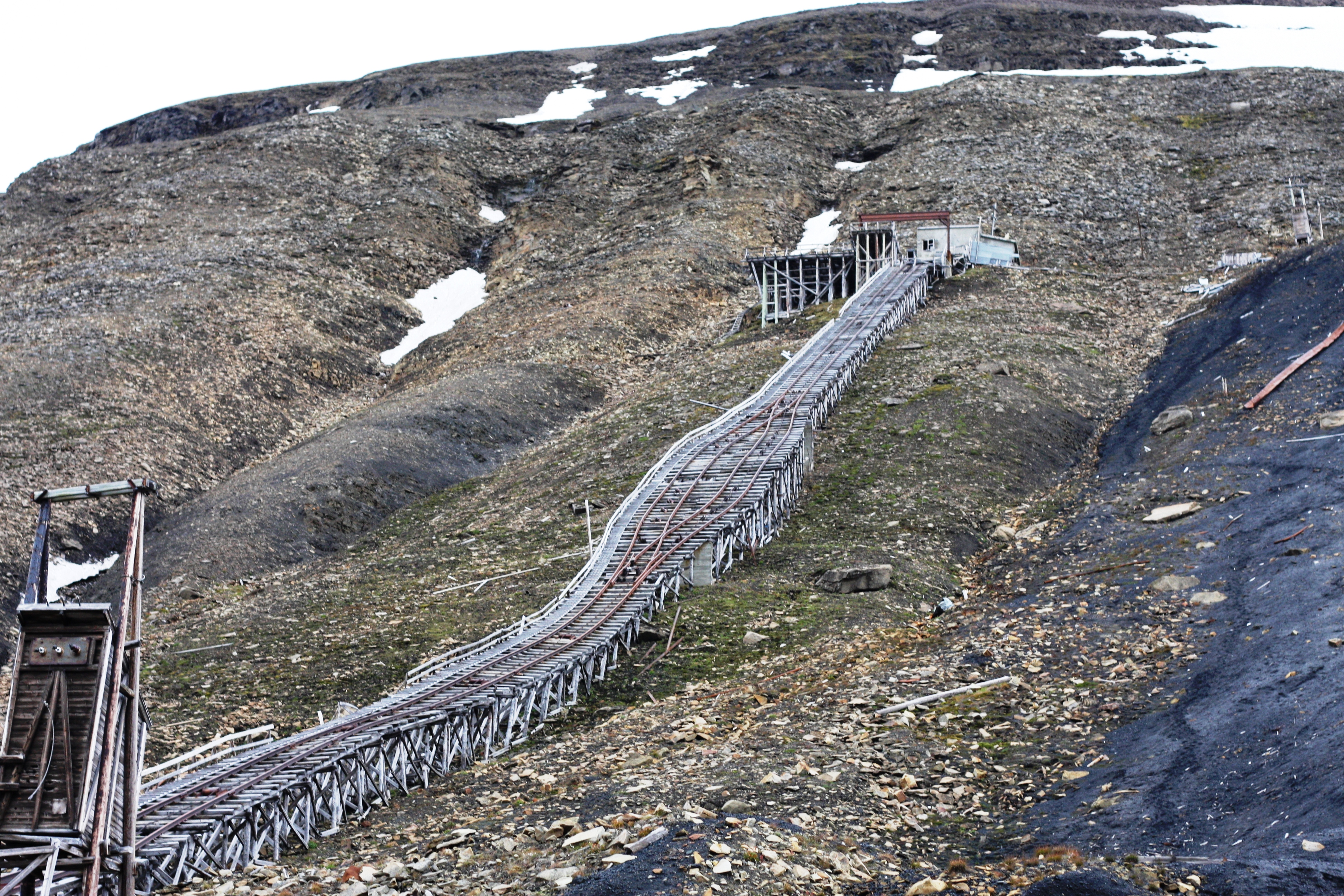
Rälsbanan från inslaget
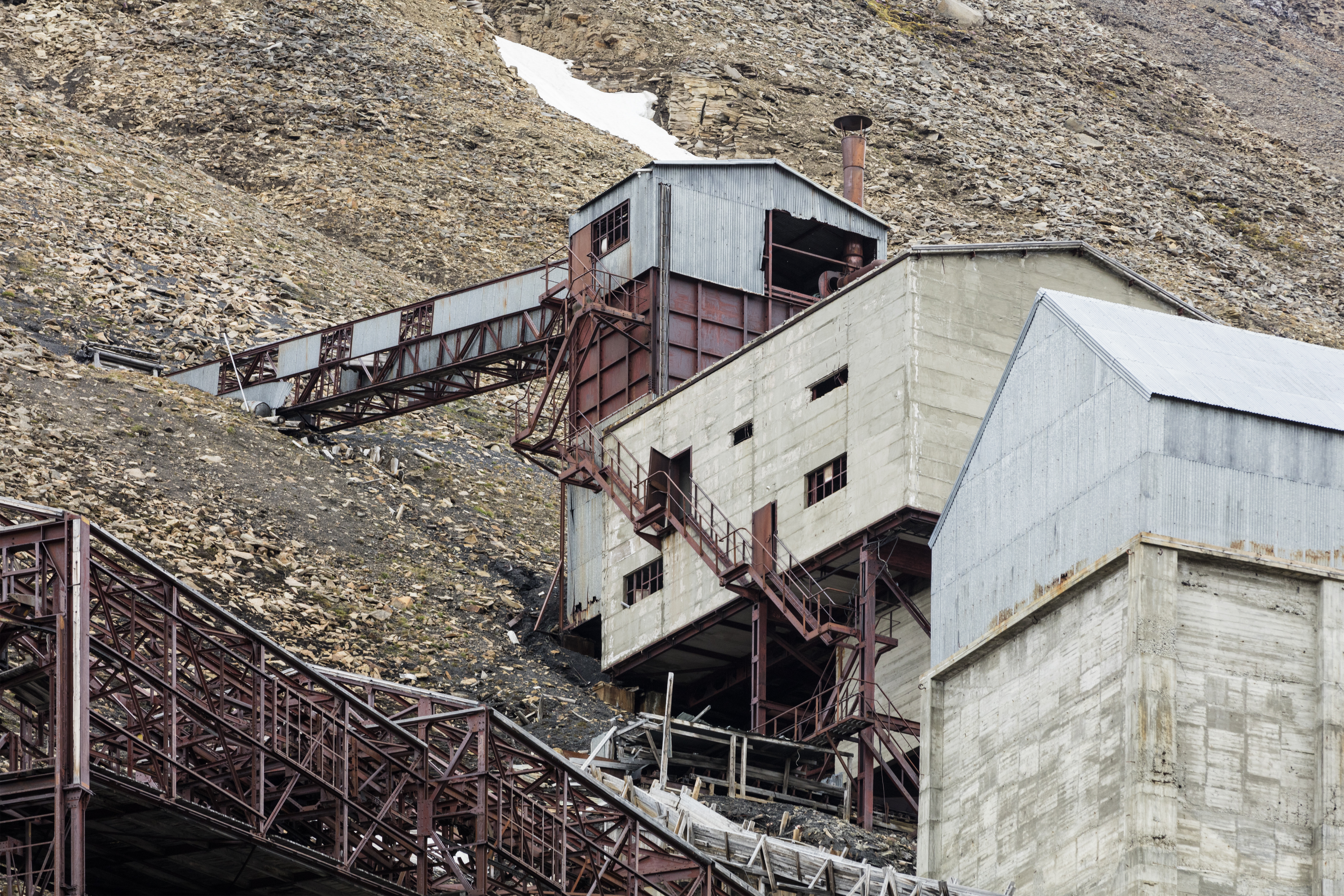
Daganläggningen
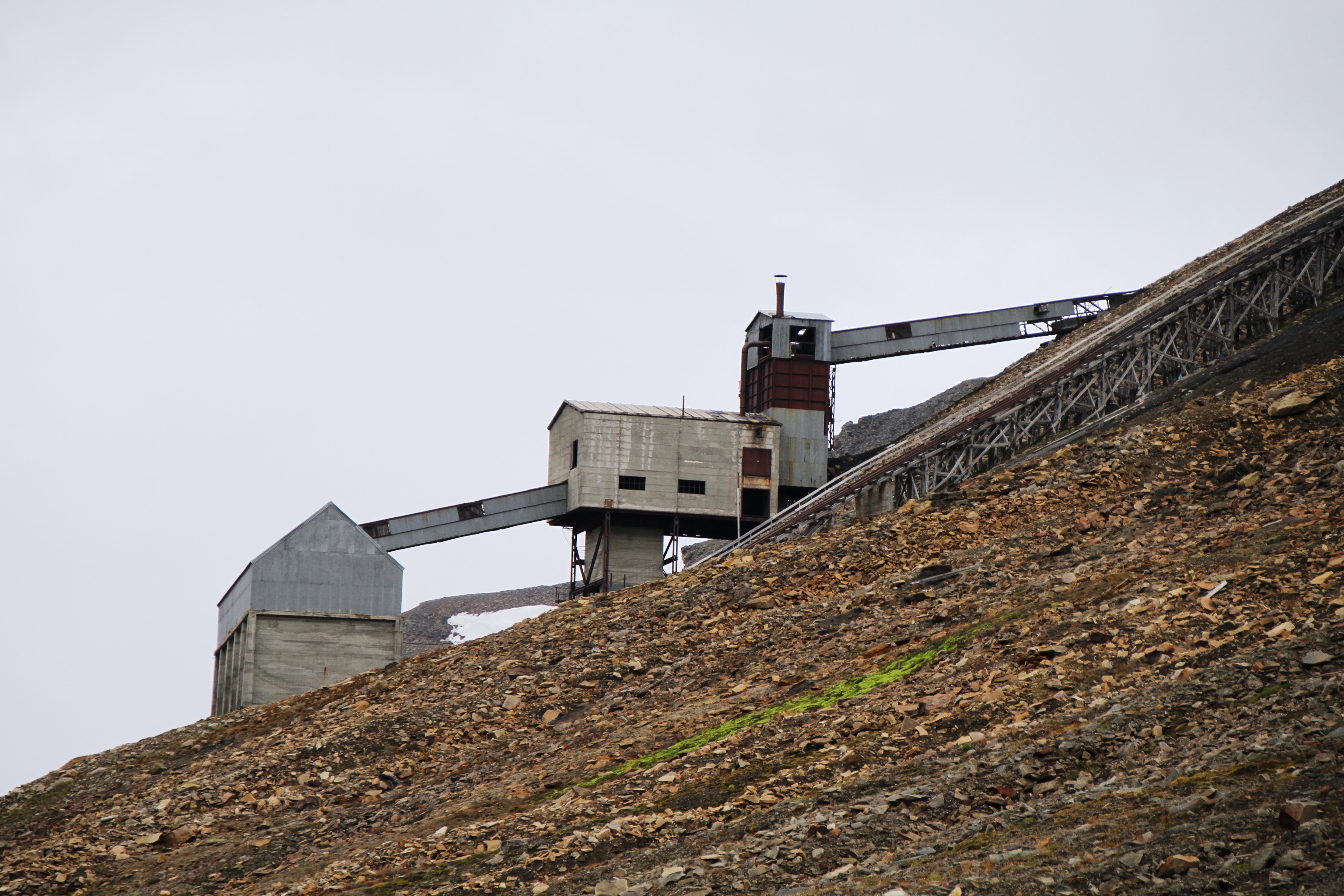
Daganläggningen, sedd ut mot Adventdalen
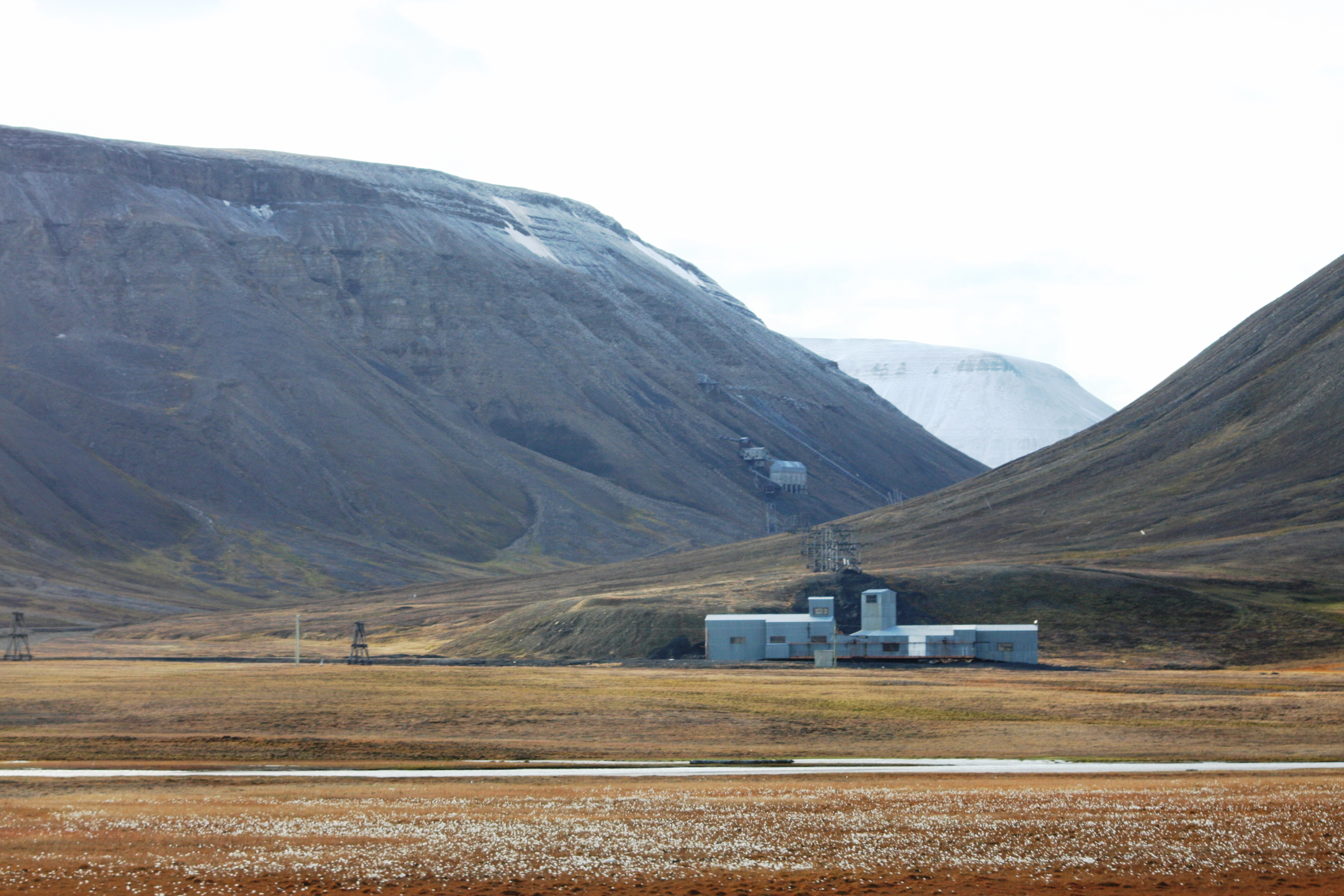
Vinkelstationen i Adventdalen